# Socket 5
El Socket 5 es un zócalo de CPU de Intel; fue usado para correr los primeros procesadores Pentium I de 64-bit (internamente funcionaba a 32). Fue el primer procesador en incorporar 64 bits externamente, por eso funcionaba con 2 módulos de memoria SIMM ya que éstos módulos son de 32 bits. En versiones más modernas incorporaban módulos DIMM de 64 bits. También fueron los primeros procesadores en incorporar la memoria caché de 2º nivel en el procesador ya que hasta entonces iban en las placas madre. Corría los Pentium de 75MHz, 85MHz, 90MHz, y los procesadores de 100MHz. Algunos alcanzaron a ser compatibles con el Pentium Overdrive, dependiendo del tipo de placa madre.
- Datos: Q903483
- Multimedia: Socket 5 / Q903483